# خرائط القدس

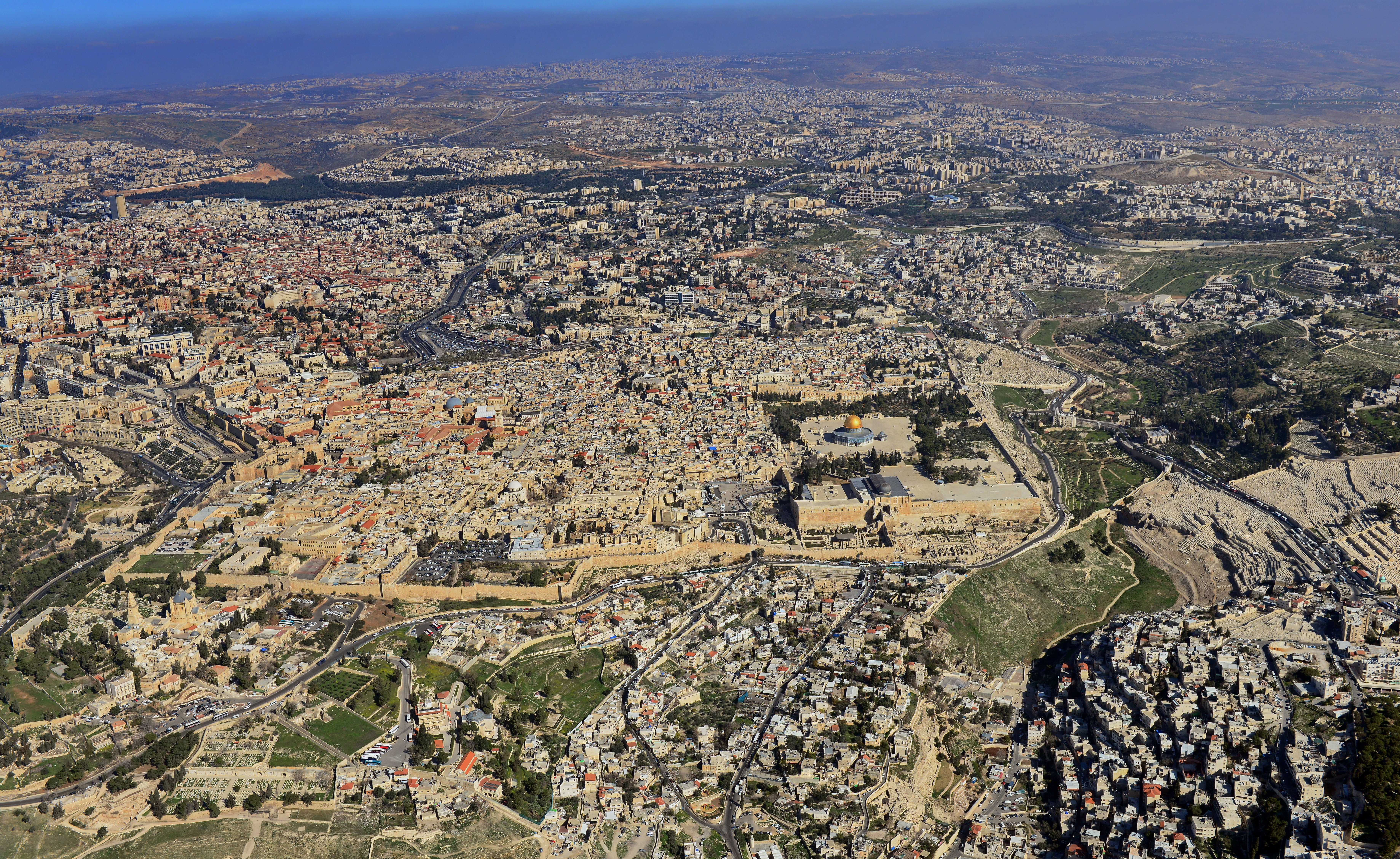
إن رسم خرائط القدس قبل تقنيات المسح الحديثة كان يركز فقط على المدينة القديمة.

خرائط القدس هي إنشاء وتحرير ومعالجة وطباعة خرائط القدس منذ العصور القديمة حتى ظهور تقنيات المسح الحديثة، صممت ورسمت معظم الخرائط الموجودة المعروفة للعلماء من عصر ما قبل الحداثة من صانعي الخرائط المسيحيين والتي كانت مخصصة للجمهور الأوروبي المسيحي.
يمكن تصنيف خرائط القدس بين الخرائط الواقعية الأصلية، والخرائط المنسوخة، والخرائط الخيالية، وأن الأخيرة مبنية على الكتب الدينية. صمتت وأنتجت الخرائط بمجموعة متنوعة من المواد، بما في ذلك الرق وورق الرق واللوحات الجدارية والفسيفساء والورقية جميع الخرائط التي تشير إلى معالم بارزة في رسم خرائط القدس مدرجة في هذه القائمة، بدءًا من دراسات تيتوس توبلر ورينهولد روهريشت [الإنجليزية] في القرن التاسع عشر وحتى دراسات الأكاديميين في الجامعة العبرية في القدس ريهاف روبين [العبرية] وميلكا ليفي روبين في العقود الأخيرة، يسرد المقال الخرائط التي أحدثت تقدمًا في رسم خرائط القدس قبل ظهور تقنيات المسح الحديثة، موضحًا كيف تحسن رسم الخرائط والمسح وساعدت على فهم جغرافية المدينة بشكل أفضل.
تُعد خريطة مادبا المكتشفة في الأردن أقدم خريطة معروفة للقدس، وهي على شكل فسيفساء في كنيسة أرثوذكسية يونانية. وهناك ما لا يقل عن 12 خريطة باقية من صانعي الخرائط الكاثوليك في الحروب الصليبية؛ رسمت على الرق وتظهر في الغالب المدينة على شكل دائرة. هناك ما يقرب من 500 خريطة معروفة في الفترة ما بين أواخر القرن الخامس عشر ومنتصف القرن التاسع عشر؛ وترجع الزيادة الكبيرة في العدد إلى ظهور الآلة الطابعة. رسمت أول خريطة مطبوعة للمدينة بواسطة إرهارد ريويتش [الإنجليزية] ونشرها برنهارد فون بريدينباخ [الإنجليزية] عام 1486 في كتابه (بالإنجليزية: Peregrinatio in Terram Sanctam)‏، استنادًا إلى رحلة الحج التي قام بها عام 1483، لم يسافر سوى عدد قليل من راسمي الخرائط إلى القدس - وكانت معظم الخرائط إما نسخًا لخرائط الآخرين أو كانت خيالية (أي مبنية على قراءة النصوص الدينية) بطبيعتها. نُشرت أول خريطة مبنية على قياسات ميدانية فعلية في عام 1818 من قبل صانع الخرائط التشيكي فرانز فيلهلم سيبر. وأول خريطة مبنية على تقنيات المسح الحديثة نشرها تشارلز ويلسون في 1864-1865 لهيئة المسح البريطانية.

## خرائط بارزة للقدس

### الدينية المبكرة (القرنين السادس والسابع)
| تاريخ      | عنوان                     | رسام الخريطة                                 | تعليقات | صورة                                               |
| ---------- | ------------------------- | -------------------------------------------- | --- | -------------------------------------------------- |
| ق. 560–565 | خارطة مادبا               | مجهول                                        | أقدم خريطة معروفة للقدس، وأقدم فسيفساء أرضية جغرافية معروفة في تاريخ الفن. اكتشفت الفسيفساء عام 1884، ولكن لم تجرى أي أبحاث حتى عام 1896. وقد استخدمت بكثافة لتحديد المواقع والتحقق من المواقع في القدس البيزنطية، مثل باب العامود ، وباب الأسباط ، وباب الرحمة، وباب النبي داود ، وكنيسة القيامة ، وبرج القلعة ؛ وفي عام 1967، كشفت الحفريات عن كنيسة نيا وكاردو (الطريق الموضح في الخارطة الذي يمر وسط مدينة القدس) في المواقع التي اقترحتها خريطة مادبا. | The 6th century mosaic of Jerusalem                |
| ق. 680     | خارطة أركولف [الإنجليزية] | أركولف [الإنجليزية] عبر أدومنان [الإنجليزية] | مخطط أرضي من الكتاب الأول لـ De Locis Sanctis. تُظهر الخريطة المواقع المسيحية ذات الصلة وعلاقتها ببعضها البعض. يرجع تاريخ أقدم مخطوطة معروفة إلى القرن التاسع، أي بعد قرنين من رحلة أركولف. كانت أقدم خريطة معروفة للقدس قبل اكتشاف خارطة مادبا. أمضى تسعة أشهر في القدس قبل أن يروي قصة أسفاره إلى أدومنان والحجاج الآخرين. كتب أدومنان أن أركولف رسم خرائطه وخططها على ألواح الشمع. لا تتضمن جميع المخطوطات المعروفة لنص الخرائط والمخططات.                | A 7th century black and white drawing of Jerusalem |
| ق. 750     | فسيفساء أم الرصاص         | مجهول                                        | هي فسيفساء أثرية وأكبر الأرضيات الفسيفسائية المكتشفة في الأردن، مرصوفة على كنيسة القديس أسطفان في مدينة أم الرصاص القديمة وسط الأردن، يعود تاريخها إلى فترة الخلافة الأموية في بلاد الشام. وهي واحدة ضمن مجموعة آثار مدينة الرصاص المدرجة في قائمة التراث العالمي في اليونيسكو. | An 8th century Byzantine mosaic of Jerusalem       |

### الخرائط الصليبية (القرنان الثاني عشر والرابع عشر)
فهرست الخرائط الصليبية لأول مرة في أواخر القرن التاسع عشر بواسطة رينهولد روهريشت؛ قام بفهرسة ثماني خرائط، والتي سماها (1) بروكسل، (2) كوبنهاجن، (3) فلورنز؟ و(4) هاج و(5) ميونيخ (6) سانت أومير و(7) باريس و(8) شتوتغارت.  وحددت الخريطة (3) لاحقًا على أنها خريطة أوبسالا، والخريطة (5) هي خريطة أركولف. اليوم، ما لا يقل عن 12 من هذه الخرائط معروفة.
تُعرف غالبية الخرائط الصليبية باسم "الخرائط المستديرة"، حيث تظهر المدينة كدائرة كاملة، وتعتبر رمزًا لـ "المدينة المثالية". تتمتع هذه الخرائط بميزات فريدة، ولكنها جميعها مرتبطة ببعضها البعض؛ ومن المحتمل أنه كان هناك نموذج أولي أصلي اشتقت هذه الخرائط منه. أربع من الخرائط المستديرة السابقة مرتبطة بـ جيستا فرانكوروم؛ واقترح أن توضيح هذا النص ربما كان هو الغرض من النموذج الأولي للخريطة الدائرية. جميع الخرائط المستديرة مواجهة للشرق، مثل خرائط T وO للعالم التي تظهر بها عددًا من أوجه التشابه، ولها خمس بوابات في مواقع غير متماثلة، وتظهر المخطط الأساسي الفعلي لشوارع القدس. تُظهر الخرائط طريقين مركزيين على شكل صليب، من المحتمل أنهما يمثلا الكاردو والديكومانوس الرومانيين، مع شارع إضافي يؤدي إلى باب الأسباط - وفي معظمها وليس كلها - شارع رابع يبدأ عند بوابة سانت ستيفن.
| تاريخ    | عنوان                 | رسام الخريطة   | تعليقات | صورة                                                                                 |
| -------- | --------------------- | -------------- | --- | ------------------------------------------------------------------------------------ |
| 1140s    | خارطة كامبراي         | مجهول          | تعتبر أكثر الخرائط الصليبية دقة،، تظهر أسوار المدينة على شكل شبه معين، من منظور رسم معماري. وتوفر الخريطة أسماء البوابات والأبراج، وتظهر بعض الشوارع الرئيسية، وتمثل المباني الرئيسية والكنائس. وتظهر العديد من الكنائس الشرقية – دير مار سابا، ووادي تكواع واللافرا ، ودير القديس جاورجيوس، وبئر إبراهيم، وكنيسة القديس برثولماوس الرسول، وكنيسة القديسة مريم المجدلية اليعقوبية. | A 12th century sketch drawing of Jerusalem                                           |
| ق. 1150  | خريطة بروكسل          | مجهول          | خريطة مستديرة بأسلوب زخرفي تحتوي على منمنمات للحجاج. الخريطة مأخوذة من مكتبة بلجيكا الملكية، ويرجع تاريخها إلى منتصف القرن الثاني عشر. | A 12th century diagram of Jerusalem in a round shape                                 |
| ق. 1170  | خريطة لاهاي           | مجهول          | أشهر الخرائط الصليبية المستديرة الإحدى عشرة. الخريطة ذات طراز زخرفي وتحتوي على منمنمات للصليبيين المقاتلين. | A 12th century diagram of Jerusalem in a round shape                                 |
| 1100s    | خريطة باريس           | مجهول          | خريطة مستديرة تحتوي على صور تفصيلية للمباني. وهي واحدة من أربع خرائط صليبية مرتبطة بـمآثر الفرنسيين، من نسخة كتاب فلوريدا في المكتبة الفرنسية الوطنية تحمل جزءًا من نص من كتاب "مآثر الفرنسيين [الإنجليزية]" حول الخريطة وداخلها. يُعتقد أنها من القرن الثاني عشر. | A 12th century diagram of Jerusalem in a round shape                                 |
| 1100s    | خريطة أوبسالا         | مجهول          | هي واحدة من الخرائط المستديرة الأربع المرتبطة بكتاب "مآثر الفرنسيين [الإنجليزية]". المخطوطة موجودة في مكتبة جامعة أوبسالا. | A 12th century diagram of Jerusalem in a round shape                                 |
| 1100s    | خريطة سان أومير       | مجهول          | خريطة مستديرة من نسخة كتاب "مآثر الفرنسيين [الإنجليزية]" في مدينة سان أومير الفرنسية. | A 12th century diagram of Jerusalem in a round shape                                 |
| ق. 1200  | خريطة لندن            | مجهول          | من مجموعة متنوعة من المخطوطات الموجودة في المكتبة البريطانية، تعتبر من الخرائط المستديرة الأربع المتعلقة بـ "مآثر الفرنسيين [الإنجليزية]"؛ تحمل جزءًا من نص من كتاب مآثر الفرنسيين حول الخريطة وداخلها. | A 12th century diagram of Jerusalem and the Holy Land with the city in a round shape |
| ق. 1200  | خريطة كوديكس هارلي    | مجهول          | من المكتبة البريطانية ومكتبة هارليان، تمثل الخريطة خط سير الحاج، مع التركيز على القدس. وهذه الخريطة لا علاقة لها بالخرائط المستديرة الأخرى، حيث أنها تحتوي على أربع بوابات متماثلة فقط، و ليس لديها مفترق طرق، الخريطة "غير دقيقة"، ولا تدعي ذلك، بل تعرض حسب "تصور المؤلف لرحلته".                                                                                                | A 12th century diagram of Jerusalem and the Holy Land with the city in a round shape |
| ق. 1200s | Montpellier map       | مجهول          | المخطوطة في مكتبة جامعة مونبلييه، وهي الخريطة الصليبية الوحيدة ذات الشكل المربع، وتتضمن وصفًا للقوات الصليبية المتجمعة خارج أسوار المدينة. المواقع التي حددت على الخريطة هي مواقع مختلفة من آلام المسيح، وموقع هيلانة، وسرة الأرض. | A 13th century diagram of Jerusalem in a square shape                                |
| ق. 1250  | خريطة ماثيو باريس     | ماثيو باريس    | خريطة الحج من Chronica Majora، ويُعتقد أنها كانت مبنية على مجموعة خطوط السير. | A 13th century drawing of Jerusalem                                                  |
| 1300s    | خريطة كوبنهاغن        | مجهول          | خريطة مستديرة على طراز أوروبا الشمالية. وربما وضع التعليقات التوضيحية هاوكر إرليندسون. | A 14th century diagram of Jerusalem in a round shape                                 |
| 1300s    | خريطة شتوتغارت        | مجهول          | خريطة مستديرة من مكتبة فورتمبرغ، والتي كانت موجودة في الأصل في دير زويفالتن، ويُعتقد أنها تعود إلى القرن الرابع عشر. | A 14th century diagram of Jerusalem in a round shape                                 |
| 1321     | خريطة سانودو-الفيكونت | بيترو فيسكونتي | نشرت في كتاب الأسرار، وكان الهدف من العمل إحياء الحملات الصليبية، ومن المرجح أن تاريخ رسم الخرائط يعود إلى ما قبل الصليبيين وحصار القدس (1244). تركز الخريطة على إمدادات المياه في المدينة. الخريطة "ليس لها مقدمة واضحة" في شكل الخريطة؛ يُعتقد أنها استخدمت نصوصًا من يوسيفوس فلافيوس وبورشار أوف ماونت سيون.                                                                      | A 14th century sketch of Jerusalem                                                   |

### خرائط القرن الخامس عشر والثامن عشر
| تاريخ   | عنوان          | رسام الخريطة                  | تعليقات | صورة                                              |
| ------- | -------------- | ----------------------------- | --- | ------------------------------------------------- |
| 1472    | خريطة كومينيلي | بيترو ديل ماسايو [الإنجليزية] | خريطة معدة لألفونسو الثاني ملك نابولي. كانت واحدة من عدد من الخرائط المصاحبة لترجمة جاكوبو دانجيلو اللاتينية لكتاب بطليموس الجغرافية، المنسوخة بالفرنسية للنساخ هوغو كومينيلي والموضحة لرسام الخرائط الفلورنسي بيترو ديل ماسايو. تعتبر خريطة "واقعية"، ولكنها تتضمن عددًا من العناصر التاريخية الخيالية، تشمل العناصر المعاصرة في الخريطة مورستان، التي تمسى "Hospicium Peregrinorum" وقبة الصخرة مع هلال إسلامي في الأعلى، المسمى "Templum Solomonis"، بينما تشمل العناصر الخيالية مركز العالم ("mundi medium") في كنيسة القيامة. | A detailed map of Jerusalem from the 15th century |
| 1475    | خريطة ريتر     | ريتر فون كورنبرج [الإنجليزية] | تعتبر أول "خريطة فرنسيسكانية" معروفة للقدس، وهي تصور القدس من جهة جبل الزيتون. ومنطقة فرنسيسكانية التي عُينت من قبل الكرسي الرسولي باسم حراسة الأراضي المقدسة عام 1342م، رسمت العديد من المباني الرئيسية في المدينة "بدقة إلى حد ما". كان ريتر ورفيقه هانز توتشر حجاجًا من نورنبرغ؛ النص عبارة عن مزيج من اللاتينية والإيطالية. ويسمى المصلى القبلي باسم "Church of the Saracens". | A detailed map of Jerusalem from the 15th century |
| 1483–86 | خريطة ريويتش   | إيرهارد ريويتش [الإنجليزية]   | أول خريطة مطبوعة للقدس، نشرها بيرنهارد فون بريدينباخ في ماينتس (حيث اخترعت آلة الطباعة) في كتابه الحج إلى الأراضي المقدسة. | A detailed map of Jerusalem from the 15th century |
| 1578    | خريطة أنغيليس  | الراهب أنطونينوس دي أنغيليس   | الخريطة الفرنسيسكانية الأكثر تأثيرًا للقدس، والتي نسخها العديد من رسامي الخرائط اللاحقين. الخريطة، التي نقشها ماريو كارتارو وطبعت في سانتا ماريا في آرا كويلي في روما، وأعيد اكتشافها في 1981. | A detailed map of Jerusalem from the 16th century |
| 1608    | خريطة ويلنبرغ  | جان ويلنبرغ [الإنجليزية]      | نشرت في كتاب كريستوف هارانت (رحلة من بوهيميا إلى الأراضي المقدسة، عن طريق البندقية والبحر)، حول أول رحلة تشيكية؛ قام هارانت بقياس كنيسة القيامة بالتفصيل، وقارنها بكنيسة كاتدرائية القديس فيتوس في براغ. | A detailed map of Jerusalem from the 17th century |
| 1620    | خريطة أميسي    | برناردينو أميسي               | نسخة مصححة من خريطة دي أنجليس. رسمها خليفة دي أنجليس باعتباره صانع الخرائط الفرنسيسكاني الرسمي. نشر العمل في عام 1620 في دراسة استقصائية مفصلة للأراضي المقدسة "Trattato delle Piante & Imagini de Sacri Edificii di Terra Santa، disegnate in Gierusalemme" [أطروحة عن خطط وصور المباني المقدسة في الأراضي المقدسة، المرسومة للقدس]. | A detailed map of Jerusalem from the 17th century |
| 1621    | خريطة ديشايس   | لويس ديشايس [الإنجليزية]      | أول خريطة مطوعة لعرض المدينة من منظور عين الطائر. نشر العمل في عام 1624، في "Voyage du Levant, fait par le commandement du roi en 1621"، الذي يفصل رحلة ديشايس إلى المنطقة تحت أوامر لويس الثالث عشر ملك فرنسا. | A detailed map of Jerusalem from the 17th century |
| 1634    | خريطة ميونيخ   | مجهول                         | هي أقدم خريطة أرثوذكسية يونانية معروفة في القرنين السابع عشر والثامن عشر للقدس. الخريطة تظهر صورا واقعية لعدد من المباني الرئيسية في المدينة. وتظهر الهلال والنجمة فوق عدد من المباني، بما في ذلك قبة الصخرة. | A detailed map of Jerusalem from the 17th century |
| 1728    | خريطة دي بيير  | دي بيير                       | تعتبر الخريطة تصويرا دقيقاً نسبياً، مع تركيز غير عادي على الأديرة المسيحية في القدس وحولها. رسمها حاج غير معروف من فينا، بتوقيع De Pierre Eques S.S. Sepulchri. ومن المحتمل أن يكون قد نُسخت من خريطة نشرت في نفس العام بواسطة البطريرك كريسانثوس. خُصصت الخريطة للإمبراطورة إليزابيث كريستين، زوجة كارل السادس. | A detailed map of Jerusalem from the 18th century |

### خرائط القرن التاسع عشر البارزة
| تاريخ   | عنوان                                                      | رسام الخريطة                       | تعليقات | صورة                                                                        |
| ------- | ---------------------------------------------------------- | ---------------------------------- | --- | --------------------------------------------------------------------------- |
| 1818    | خريطة سيبر                                                 | فرانز سيبر                         | تعتمد الخريطة الأولى على القياسات الميدانية الفعلية. ووصفت بأنها "أول خريطة حديثة" للقدس. استندت الخريطة إلى 200 نقطة هندسية بالدقة والضبط، بحيث عرضت الجدار ووادي كيدرون وبعض المساجد بشكل صحيح، ولكن لم تُرسم بعض شوارع المدينة ووديانها بشكل صحيح، وتضمنت بعض المباني وبعض الميزات حيث لم تكن موجودة. | A detailed map of Jerusalem from the 19th century                           |
| 1835    | خريطة كاثروود                                              | فريدريك كاثروود                    | الخريطة الثانية تستند إلى القياسات الميدانية الفعلية، والأولى التي استخدمت القياسات الداخلية للمسجد الأقصى. أصبح السفر إلى المنطقة أسهل بعد الحرب المصرية العثمانية (1831 - 1833)؛ كان مسح المنطقة الذي أجراه كاثروود ورفاقه جوزيف بونومي وفرانسيس أروندال وهذة كانت "أول مساهمة مهمة في معرفة المنطقة". استكمل كاثروود مسحاً عاماً بمخطط تفصيلي للمدينة مسجل مع كاميرا لوسيدا، أعده من سطح بيت بيلاطس البنطي. على الرغم من عدم نشره في شكل كتاب، إلا أن خرائط كاثروود استخدمت بشكل متكرر من قبل علماء آخرين، ولا سيما في كتاب إدوارد روبنسون أبحاث الكتاب المقدس. | A detailed map of Jerusalem from the 19th century                           |
| 1841    | خرائط المهندسين الملكيين لفلسطين ولبنان وسوريا (1840-1841) | إدوارد ألدريتش وجوليان سيموندز     | رسمت خلال أزمة المشرق. ونشرت في عام 1849 بإذن من السيد العام في المدفعية، ماركيز أنغلسي. طبعت الخريطة بشكل خاص لمجلس الذخائر في أغسطس 1841، ونشرت في شكل مخفض في "أوراق ألدرسون المهنية للمهندسين الملكيين" في عام 1845 وبعد ذلك كملحق للطبعة الثانية لعام 1849 من كتاب جورج ويليامز "المدينة المقدسة: الإشعارات التاريخية والطبوغرافية والأثرية للقدس" مع مذكرات من 130 صفحة عن الخطة. وكانت تحتوي المذكرات على ملحق من ثلاث صفحات. | A detailed map of Jerusalem from the 19th century                           |
| 1845    | خريطة كيبرت                                                | هاينريش كيبرت                      | استنادا إلى خريطة المهندسين الملكيين، جنباً إلى جنب مع بيانات من إرنست غوستاف شولتز، الذي كان القنصل البروسي منذ عام 1842. نشرت كجزء من محاضرة شولتز على جمعية الجغرافيا في برلين. وهي تظهر المدينة المعاصرة مع تراكبات الكتاب المقدس. | A detailed map of Jerusalem from the 19th century                           |
| 1858    | خارطة فان دي فيلدي                                         | تشارلز ويليام ميريديث فان دي فيلدي | واحدة من أدق الخرائط المنشورة قبل مسح أوردنانس سورفي. التقى فان دي فيلدي تيتوس توبلر في سويسرا في عام 1855، عندما وافقوا على عمل خريطة جديدة للقدس على أساس الجمع بين قياسات توبلر الخاصة وخريطة المهندسين الملكيين المعيبة ل 1840-41. ونشر توبلر مذكرات من 26 صفحة مرافقة الخريطة. | A detailed map of Jerusalem from the 19th century                           |
| 1864–65 | مسح قسم الذخائر للقدس                                      | تشارلز ويليام ويلسون               | أول خريطة تستخدم تقنيات المسح الحديثة. وأول خريطة ل أوردنانس سورفي تجري خارج المملكة المتحدة. | A detailed technical ordnance survey map of Jerusalem from the 19th century |
| 1873    | نموذج القدس لشتيفان إيلش                                   | ستيفن إيلش                         | أول نموذج للمدينة. | A three-dimensional model of Jerusalem from the 19th century                |

### فهرس
- Amico، Bernardino (1620). Trattato Delle Piante & Immagini de Sacri Edifizi Di Terra Santa: Disegnate in Ierusalemme Secondo Le Regole Della Prospettiua, & Uera Misura Della Lor Grandezza Dal R. P. F. Bernardino Amico; Stampate in Roma E Di Nuouo Ristampate Dallistesso Autore in Piu Piccola Forma, Aggiuntoni la Strada Dolorosa, & Altre Figure. P. Cecconcelli. ص. 8–. OCLC:166138102.
- Ben-Arieh، Yehoshua [بالعبرية] (1974). "The Catherwood Map of Jerusalem". The Quarterly Journal of the Library of Congress. ج. 31 ع. 3: 150–160. JSTOR:29781591.
- Berger، Pamela (7 يونيو 2012). The Crescent on the Temple: The Dome of the Rock as Image of the Ancient Jewish Sanctuary. BRILL. ص. 15–. ISBN:978-90-04-20300-6. مؤرشف من الأصل في 2024-05-16.
- Edson، Evelyn (26 أبريل 2012). "Jerusalem under Siege: Marino Sanudo's Map of the Water Supply, 1320". في Lucy Donkin and Hanna Vorholt (المحرر). Imagining Jerusalem in the Medieval West. OUP/British Academy. DOI:10.5871/bacad/9780197265048.003.0008. ISBN:978-0-19-726504-8.
- Foliard، Daniel (13 أبريل 2017). Dislocating the Orient: British Maps and the Making of the Middle East, 1854-1921. University of Chicago Press. ISBN:978-0-226-45147-3. مؤرشف من الأصل في 2023-07-11.
- Goren، Haim؛ Faehndrich، Jutta؛ Schelhaas، Bruno (28 فبراير 2017). Mapping the Holy Land: The Foundation of a Scientific Cartography of Palestine. Bloomsbury Publishing. ISBN:978-0-85772-785-5. مؤرشف من الأصل في 2023-05-28.
- Goren، Haim (25 أبريل 2017). "The Historical Emergence of Replication". في Ayelet Shavit and Aaron M. Ellison (المحرر). Stepping in the Same River Twice: Replication in Biological Research. Yale University Press. ISBN:978-0-300-22803-8.
- Harvey، Paul D. A. (1987). "Local and regional cartography in medieval Europe". The History of Cartography; Volume 1: Cartography in Prehistoric, Ancient and Medieval Europe and the Mediterranean. University of Chicago Press. ISBN:978-0-226-31633-8. مؤرشف من الأصل (PDF) في 2024-05-16.
- Jones، Yolande (1973). "British Military Surveys of Palestine and Syria 1840-1841" (PDF). The Cartographic Journal. ج. 10 ع. 1: 29–41. DOI:10.1179/caj.1973.10.1.29. مؤرشف من الأصل (PDF) في 2019-12-26. اطلع عليه بتاريخ 2020-01-11.
- Levy-Rubin، Milka (1995). "The Rediscovery of the Uppsala Map of Crusader Jerusalem". Zeitschrift des Deutschen Palästina-Vereins. ج. 111 ع. 2: 162–167. JSTOR:27931522. مؤرشف من الأصل في 2022-04-07.
- Levy-Rubin، Milka؛ Rubin، Rehav (1996). "The Image of the Holy City: Maps and Mapping of Jerusalem". في Nitza Rosovsky (المحرر). City of the Great King: Jerusalem from David to the Present. Harvard University Press. ISBN:978-0-674-36708-1.
- Moscrop، John James (1 يناير 2000). Measuring Jerusalem: The Palestine Exploration Fund and British Interests in the Holy Land. A&C Black. ص. 22–. ISBN:978-0-7185-0220-1. مؤرشف من الأصل في 2023-05-28.
- Röhricht، Reinhold (1892). "Karten und Pläne zur Palästinakunde aus dem 7. bis 16. Jahrhundert". Zeitschrift des Deutschen Palästina-Vereins. ج. 15: 34–39. JSTOR:27928617.
- Rubin، Rehav (2013). "Greek-Orthodox maps of Jerusalem from the seventeenth and eighteenth centuries" (PDF). E-Perimetron. ج. 8 ع. 3: 106–132. مؤرشف من الأصل (PDF) في 2018-04-21. اطلع عليه بتاريخ 2019-01-19.
- Rubin، Rehav (2008). "Sacred space and mythic time in the early printed maps of Jerusalem". في Tamar Mayer and Suleiman A. Mourad (المحرر). Jerusalem: Idea and Reality. Routledge. ص. 47–66. ISBN:978-1-134-10287-7.
- Rubin، Rehav (2007). "Stephan Illes and His 3d Model-Map of Jerusalem (1873)". The Cartographic Journal. ج. 44: 71–79. DOI:10.1179/000870407X173841. S2CID:128445503.
- Rubin، Rehav (2006). "One city, different views: A comparative study of three pilgrimage maps of Jerusalem". Journal of Historical Geography. ج. 32 ع. 2: 267–290. DOI:10.1016/j.jhg.2005.05.001. مؤرشف من الأصل في 2024-05-16.
- Siew، Tsafra (2008). "Representations of Jerusalem in Christian European maps from the 6th to the 16th centuries: a comparative tool for reading the message of a map in its cultural context". European Forum at the Hebrew University. CiteSeerX:10.1.1.541.4700.
- Součková، Milada (1980). Baroque in Bohemia. Department of Slavic Languages and Literatures, University of Michigan. ص. 21. ISBN:978-0-930042-31-8. مؤرشف من الأصل في 2024-05-16.
- Tishby، Ariel (2001). Holy Land in Maps. Israel Museum. ISBN:978-0-8478-2412-0. مؤرشف من الأصل في 2023-06-06.
- Tobler، Titus (1858). Planography of Jerusalem: memoir to accompany the new ground-plan of the city of Jerusalem and the environs, constructed anew by C.W.M. Vande Velde. Justus Perthes  [لغات أخرى]‏. OCLC:32438140.{{استشهاد بكتاب}}:  صيانة الاستشهاد: علامات ترقيم زائدة (link)
- Tsafrir، Yoram (1999). "The Holy City of Jerusalem in the Madaba map" (PDF). في Michele Piccirillo and Eugenio Alliata (المحرر). The Madaba Map centenary, 1897-1997: travelling through the Byzantine Umayyad period. Studium Biblicum Franciscanum. ص. 155–163. OCLC:488504247.
- Williams، George (1849). "Supplement: Memoir on the Plan of Jerusalem". The Holy City: Historical, Topographical, and Antiquarian Notices of Jerusalem. J.W. Parker. ص. 1–130.
- Wilson، Charles William (1865). Ordnance Survey of Jerusalem, 1:2500, 1:10,000. H.M. Stationery Office. OCLC:223299173.

## روابط خارجية
- جوجل للفنون والثقافة، خرائط الأراضي المقدسة والقدس
- خرائط القدس في مكتبة إسرائيل الوطنية : 1000–1800 1800–1900 1900–